# Aéroport de Montmagny
L'aéroport de Montmagny (TC LID : CSE 5) est un aéroport régional québécois situé à Cap-Saint-Ignace, à 3,1 km de la ville de Montmagny. 

## Situation
| \| 100 km1:14 335 000 \| Victoriaville Gaspé Blanc-Sablon Montréal Mont · Tremblant Gatineau-Ottawa Ivujivik Îles-de-la-Madeleine Waskaganish Val-d'Or Trois-Rivières Sherbrooke Sept-Îles Schefferville Salluit Rouyn · Noranda Rivière-du-Loup Rimouski Radisson · Grande-Rivière Port-Menier Québec Mont-Joli La Tuque La · Tabatière Havre · Saint-Pierre La Romaine Kuujjuarapik Kuujjuaq Kattiniq Chibougamau Charlevoix Bonaventure Baie-Comeau Saguenay-Bagotville |
| 100 km1:14 335 000 |

## Compagnies et destinations
L'aéroport est le port d'attache de la compagnie aérienne québécoise Air Montmagny (en), qui avait été fondée en 1952 sous le nom de Montmagny Air Service. Elle porte son nom actuel depuis 1993 et assure des vols passagers et cargo. L'entreprise effectue la liaison entre l'aéroport de Montmagny et l'Aéroport de l'Isle-aux-Grues (en).